# Верхня Франконія
Ве́рхня Франко́нія (нім. Oberfranken) — округ та адміністративний округ федеральної землі Баварія, на півдні Німеччини. Частина (разом з Середньою і Нижньою Франконією) історичної області Франконії.
У Верхній Франконії найвища густота пивоварень на душу населення у світі. На території округу понад 200 броварень варять приблизно 1000 різних сортів пива. Для туристів існує спеціальний пивний маршрут Франконією (нім. Fränkische Brauereistraße), який з'єднує пивоварні з усіма населеними пунктами.

## Географія
Округ Верхня Франконія з півночі межує з Тюрингією, із заходу з Нижньою Франконією, з південного заходу із Середньою Франконією, з південного сходу з Верхнім Пфальцом, зі сходу з Саксонією і Чехією.

## Герб
На гербі зображено:
- геральдичний лев Бамберга у верхньому лівому кутку
- чорно-білий герб дому Гогенцоллернів у центрі
- дуга зеленої корони, герб Саксонії у верхньому правому
- герб Франконії в нижній половині.

## Адміністративний поділ
Верхня Франконія розділена на райони (нім. «Kreise») і вільні міста («Kreisfreie Städte»).
Райони:
- Бамберг
- Байройт
- Вунзідель-ім-Фіхтельгебірге
- Кобург
- Гоф
- Кронах
- Кульмбах
- Ліхтенфельс
- Форхгайм

Вільні міста:
- Бамберг
- Байройт
- Кобург
- Гоф

## Найбільші міста
| Місто       | Район                       | Населення | Зображення |
| ----------- | --------------------------- | --------- | ---------- |
| Байройт     | адміністративний центр      | 72.683    |            |
| Бамберг     | вільне місто                | 70.004    |            |
| Гоф         | вільне місто                | 46.286    |            |
| Кобург      | вільне місто                | 41.076    |            |
| Форхгайм    | Форхгайм                    | 30.396    |            |
| Кульмбах    | Кульмбах                    | 26.768    |            |
| Марктредвіц | Вунзідель-ім-Фіхтельгебірге | 17.253    |            |
| Зельб       | Вунзідель-ім-Фіхтельгебірге | 15.894    |            |
| Пегніц      | Байройт                     | 13.599    |            |
| Реденталь   | Кобург                      | 13.191    |            |
| Мюнхберг    | Гоф                         | 10.882    |            |